# Тюп-Джанкой (полуостров)
Тюп-Джанко́й (укр. Тюп-Джанкой, крымскотат. Tüp Canköy, Тюп Джанкой) — полуостров, расположенный на северо-востоке Крымского полуострова. Административно отнесен к Джанкойскому району Крыма.

## География

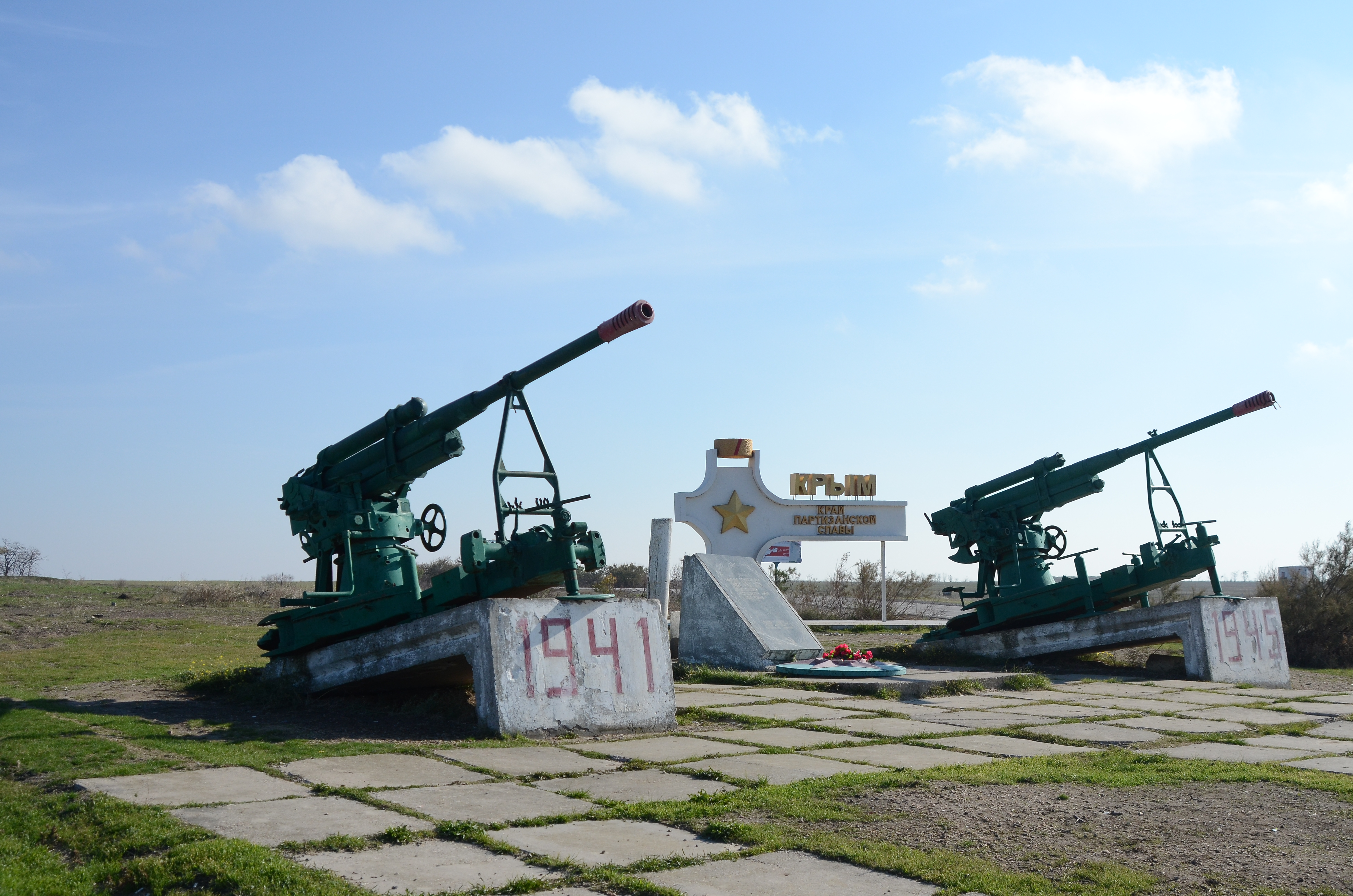
Памятник зенитчицам

Полуостров низкий, расположен к северо-востоку от Джанкоя и выступает до залива Сиваш. Вытянутый с юга на север, имеет изрезанные контуры. Отделен от полуострова Тюп-Тархан Рогачинским (Джанкойским) заливом, который имеет ширину 2-4 км и длину около 20 км., полуострова Чонгар — Чонгарским проливом. Максимальная высота составляет 15,4 м (западнее села Предмостное). Уровень береговой линии полуострова — −0,4 м ниже уровня моря. Берега обрывистые с пляжами и без (абразионные клифы) высотой 6-8 м и пологие (стабильные) берега с ветровыми присухами — участки суши заливаемые водой периодически под действием ветра и сбросом поливных вод. Нет рек, есть каналы. Встречаются безымянные не большие по площади озёра с примыкающими солончаками. Растительность представлена лесополосами; садами и виноградниками (село Медведевка).
На севере полуострова расположен КПП «Джанкой» РФ и памятник зенитчикам.
По полуострову проходит автодорога Е-105/М-18, соединяющая Чонгар и Джанкой.

## Население
На полуострове Тюп-Джанкой располагаются такие населённые пункты: Ермаково (до 1945 года — Тотай), Медведевка (Авуз-Кырк), Тургенево (Кырк-Бель) и Предмостное (Тюп-Джанкой). Ранее исчезли деревни Запрудное (Джандевлет), Обрывное (Новый Букеш), Бережное (Камкали) и Новомихайловка.